# Internet Society France
L'Internet Society France (ISOC France), créé en 1996, est le chapitre français de l'ISOC. Partie prenante de l'association internationale, le chapitre français s'inscrit dans la réalité française et européenne. Il propose l'organisation d'une initiative fédératrice en France pour que les décideurs et les utilisateurs professionnels, les associations diverses, les organisations et les groupes qui interviennent dans l'Internet, puissent se rencontrer, échanger et faire émerger les contours du Net de demain.

## Activités
Acteur majeur de l’internet, l’ISOC France agit pour le développement de la Société numérique :
- Dans un monde où le réseau devient un enjeu technologique, économique et sociétal majeur, l’association contribue à défendre les valeurs fondamentales de l’Internet : universalité, accessibilité, respect des standards ouverts, non-discrimination du réseau, liberté de production, de partage et d’expression …

- L’évolution constante des technologies et les nouveaux usages qui en découlent ont des implications sociétales importantes, souvent mal comprises du grand public, des entreprises et des organisations ainsi que des décideurs (politiques et économiques) ; l’association joue un rôle déterminant pour en favoriser la compréhension et l’appropriation et accompagner les mutations.

## Les objectifs du Chapitre français
- Favoriser une présence française forte sur l'Internet et assurer la promotion du multiculturalisme sur ce réseau,
- Encourager la présence de scientifiques français dans les instances d'élaboration de standards (comme l'IETF), dans les groupes de travail ainsi que dans les lieux de concertation,
- Promouvoir les initiatives et expériences françaises et francophones
- Favoriser les échanges sur les plans tant national qu'international dans la communauté des utilisateurs du Net,
- Être, auprès des pouvoirs publics, des opérateurs de télécommunications, des éditeurs, des fournisseurs de contenu, un interlocuteur reconnu pour traiter des différents aspects (légaux, techniques, sociologiques) liés à l'Internet.

## Les activités du Chapitre français

### Fonctionner à partir de groupes thématiques réunis sur le Net
Le Chapitre fonctionne à partir de groupes thématiques. Pour chaque groupe un animateur suscite et synthétise les contributions des participants. Les groupes sont ouverts aux personnes non membres du Chapitre. Les comptes rendus des activités des différents groupes sont résumés dans la revue de l'association, et les divers documents, publiés sur le site du Chapitre français.

### Débattre des questions d'actualité
Organisés par le Chapitre, ces débats sont placés sous la responsabilité d'un membre compétent, avec la collaboration éventuelle de partenaires (presse, associations et autres). Ce Chapitre entend ainsi publier des débats et documents indépendants, représentatifs de la voix des internautes français et francophones, et apporter une garantie de sérieux et de crédibilité auprès des acteurs concernés (mais souvent désorientés) qui, en France, se saisissent du « phénomène Internet ».

### Présenter des propositions concrètes
Par ses groupes de travail et ses débats, le Chapitre tient à présenter des propositions concrètes et solides aux instances gouvernementales pour favoriser l'utilisation intelligente de ce réseau en France et encourager l'émergence d'une offre à fort contenu francophone et de logiciels français ou francisés.

## Initiative E-Bastille
L'Internet Society France a créé l'initiative E-Bastille animée par un bureau composé de Nicolas Chagny, Antoine Trouche et de deux anciens présidents du Chapitre : Odile Ambry et Olivier Itéanu. En novembre 2018, l'Internet Society France lance une action de groupe contre Facebook, sur la base du RGPD, et réclame 100 millions d'euros au réseau social.

## Histoire
- 2020 Internet Society France et HES saisissent le Conseil d’Etat au sujet de l’application GendNotes[5],[6]
- 2020 L'ISOC France est élue au Conseil d'administration de Afnic (représentée par Sébastien Bachollet)[7]

- 2019 Internet Society France et Internet Society lancent un groupe de Travail pour un Internet des Objets de Confiance[8]
- 2018 Nicolas Chagny, président, et Lucien Castex, secrétaire général, participent pour Isoc France au comité de pilotage du Forum mondial sur la gouvernance de l'internet tenu à Paris en novembre 2018[9]
- 2018 Internet Society France se dote d'un comité scientifique afin d'avoir une "vue prospective et transversale des enjeux soulevés par internet et les technologies numériques en particulier à l’aune des droits et libertés fondamentaux". Il est composé de 7 membres et présidé par Lucien Castex[10].

- 2015 Président : Nicolas Chagny [11],[12],[13]

- 2010 Président : Gérard Dantec

- 2009 Création d'une plate-forme commune, signée UFC-Que Choisir, Quadrature du Net, Collectif "Pour le Cinéma" et Isoc France : création public internet. L'Isoc prend position, à nouveau, contre le projet Hadopi. Présidente : Odile Ambry

- 2008 L'ISOC France prend position contre la loi "Création et Internet" et co-accueille l'ICANN à PARIS (conférence mondiale)

- 2007 À l’occasion de la présidentielle, 5 débats autour d'une personnalité politique

- 2006 l'Isoc participe au Forum Mondial de la Gouvernance Internet et prend position contre la loi DADVSI

- 2005 Création de la Commission juridique

- 2004 Président  : Sébastien Bachollet

- 2003 L'Isoc France participe au Sommet mondial sur la société de l'information à Tunis

- 2002 1ers États Généraux Européens des Noms de Domaine[14], en partenariat avec la CCIP, le MEDEF et le CIGREF. Président : Eric Brousseau

- 2001 L'Isoc organise la Conférence Icann@Large à Paris

- 2000 Président : Olivier Iteanu

- 1999 L'Isoc est l'un des membres fondateurs de la FING. 2e Fête de l'Internet. La "Loi de l'Internet" au Sénat, avec, en toile de fond, l'affaire Altern/E.Halliday

- 1998 1re Fête de l'Internet dans toute la France. Le "Procès" de l'Internet au Palais de Justice de Paris

- 1997 1ères Rencontres de la Société Française en Réseau (Autrans)

- 1996 Création du Chapitre Français de l'Internet Society (Isoc France). Bruno Oudet (Président Fondateur)